# Apeadeiro de Ul
O Apeadeiro de Ul foi uma interface ferroviária da Linha do Vouga, que servia a povoação de Ul, no Distrito de Aveiro, em Portugal.

## Descrição

### Caraterização física
Com apenas duas letras, Ul é a interface com a mais curta denominação em Portugal. A superfície dos carris (plano de rolamento) ao PK 35+200 situa-se à altitude de 13 200 cm acima do nível médio das águas do mar. O edifício de passageiros situa-se do lado sul-sudoeste da via (lado direito do sentido ascendente, a Viseu).

### Serviços
Em dados de 2022, esta interface é frequentada por serviços da C.P. de tipo regional, com duas circulações diárias em cada sentido, entre Oliveira de Azeméis e Sernada do Vouga: tal como nos restantes interfaces deste segmento da Linha do Vouga, encerrado desde 2013, este serviço é prestado por táxis ao serviço da C.P.

## História

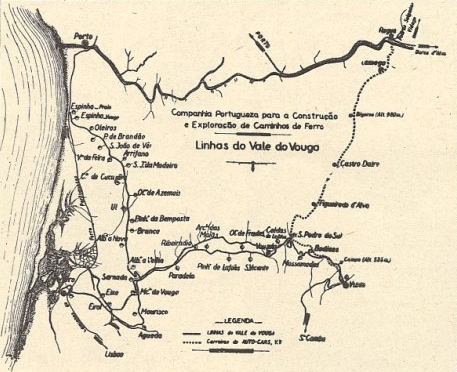
Mapa da Rede do Vouga, incluindo o Apeadeiro de Ul.

Este apeadeiro encontra-se no troço entre as estações de Oliveira de Azeméis e Albergaria-a-Velha, que abriu à exploração em 1 de Abril de 1909.
Tinha originalmente estatuto de estação, que manteve até 1984, tendo sido em 1985 despromovido à categoria de apeadeiro, que manteve até pelo menos 2011.
Já após 2010, o apeadeiro de Ul foi desativado, deixando de ter serviços ferroviários. O edifício e terreno anexo passaram à posse de particular, tendo sido adaptados para fins gastronómicos e turísticos, segregados da via férrea por meio de muro e sebe eregidos na plataforma.[carece de fontes?]

Em 2013 os serviços ferroviários foram suspensos no troço entre Oliveira de Azeméis e Sernada do Vouga (incl. no local do apeadeiro de Ul), por motivos de segurança, circulando apenas composições com fins técnicos (inspeção, manutenção, etc.), sendo o transporte de passageiros neste trajeto efetuado por táxis ao serviço da C.P. que frequentam locais próximos de cada estação e apeadeiro para tomadas e largadas — incluindo-se também Ul neste número, apesar do apadeiro ter sido já anteriormente desativado.